# Anne Beadell Highway
Der Anne Beadell Highway ist eine nicht asphaltierte Outbackpiste im Westen des australischen Bundesstaates South Australia und im Südosten von Western Australia. Sie verbindet den Stuart Highway in Coober Pedy (SA) mit der Great Central Road in Laverton (WA).

## Geschichte
Len Beadell, ein australischer Landvermesser, wurde von der Regierung mit der Suche nach einem geeigneten Testgelände für Atomwaffen betraut, das er schließlich mit Woomera fand. Bei der Erforschung des Grenzgebietes zwischen Western Australia, South Australia und dem Northern Territory ließ er verschiedene Outback-Pisten anlegen, die er nach seiner Crew und verschiedenen Familienmitgliedern benannte.
So entstanden in den 1950er und 1960er Jahren der Gunbarrel Highway, der Anne Beadell Highway (nach seiner Frau benannt), der Connie Sue Highway (nach seiner Tochter benannt) und der Gary Highway (nach seinem Sohn benannt).

## Verlauf
Die Länge der Straße beträgt 1340 Kilometer. Sie verläuft durch die Große Victoria-Wüste. Auf der gesamten Strecke gibt es keine Ansiedlungen, nur drei Farmen liegen abseits der Piste. Die Temperaturen erreichen bis zu 50 °C im Sommer. Rote Sanddünen bestimmen die Landschaft eines großen Teiles der Strecke.

### South Australia
Von Coober Pedy am Stuart Highway (NA87) aus, wo auch eine Tankmöglichkeit besteht, führt die Piste nach Westen. Nach ca. 50 Kilometer tritt sie in die Woomera Prohibited Area ein. Weitere 50 Kilometer weiter westlich überquert der Dingozaun den Anne Beadell Highway, der anschließend den Tallaringa Conservation Park, ein staatliches Schutzgebiet für Wüstengelände, durchquert. Das Tallaringa Well ist ein ehemaliges Bohrloch, dessen Wasser trinkbar ist. Bei Emu Junction erreicht die Straße das ehemalige Testgelände für Atombomben, etwas weiter, bei Anne's Corner, mündet von Norden die Mount Davies Road ein. Etwa 20 Kilometer weiter westlich verlässt die Straße die Woomera Prohibited Area wieder.
Nach Durchquerung des Mamungari Conservation Parks, einem  Weltbiosphärenreservat,  das vorher Unnamed Conservation Park hieß, ist bei den Serpentine Lakes die Grenze zu Western Australia erreicht. Fast das gesamte Gebiet auf dem Territorium von South Australia, das die Piste durchquert, ist Land des indigenen Volkes der Maralinga-Tjarutja. Daher wird für die Benutzung der Straße auch eine besondere Genehmigung (Permit) benötigt.

### Western Australia
Mit dem Grenzübertritt tritt die Straße in die Spinifex Native Title Area ein, dem Land des Tjuntjunjara-Volkes. Hierfür wird eine weitere Durchfahrtsgenehmigung benötigt. 167 Kilometer westlich der Grenze ist das Ilkurlka Roadhouse erreicht, wo der Aboriginal Business Road (Madura Loongana Track) kreuzt und die einzige Tankmöglichkeit auf dem Anne Beadell Highway besteht. Wiederum 173 Kilometer weiter westlich kreuzt an der Neale Junction der Connie Sue Highway die Piste. Die weitere Umgebung dieser Kreuzung ist als Neale Junction Nature Reserve ein weiteres staatliches Schutzgebiet in der Großen Victoria-Wüste. Für das Durchfahren benötigt man eine weitere Genehmigung.
Ca. 190 Kilometer weiter westlich liegt der Yeo Lake, ein großer Salzsee mit umgebendem, gleichnamigem Schutzgebiet. Am Südufer, an dem der Anne Beadell Highway entlangführt, liegen die Ruinen des ehemaligen Homestead Yeo. Ca. 40 Kilometer weiter im Westen liegt die Farm Yamarna. Nach der Durchquerung des Aboriginesreservats von Cosmo Newberry ist die Abfahrt zum Homestead White Cliffs erreicht. Von dort aus sind es noch knapp 60 Kilometer bis Laverton, wo die Piste endet und eine weitere Tankmöglichkeit besteht.

## Treibstoff und Versorgung
Die Straße ist nur für Fahrzeuge mit Allradantrieb geeignet. Zwischen Coober Pedy und Laverton gibt es keine Siedlungen. 2003 wurde das Ilkurlka Roadhouse eröffnet. Das Roadhouse, es gilt als abgelegenstes Australiens, beliefert hauptsächlich die Tjuntjunjara-Siedlungen im Umland. Es wird dringend empfohlen, ausreichend Wasser, Essen und Treibstoff mit sich zu führen. Die längste Strecke ohne Tankstelle zwischen Ilkurlka und Coober Pedy beträgt 750 Kilometer.
Bei guten Bedingungen benötigt man für die gesamte Strecke fünf Tage. Allerdings sollte immer mit Pannen, platten Reifen und sogenannten 'Flash Floods' gerechnet werden. Die Straße ist sehr abgelegen und nicht ausgeschildert. Deswegen wird ein Funkgerät dringend empfohlen, ein GPS ist angeraten.

## Sehenswürdigkeiten

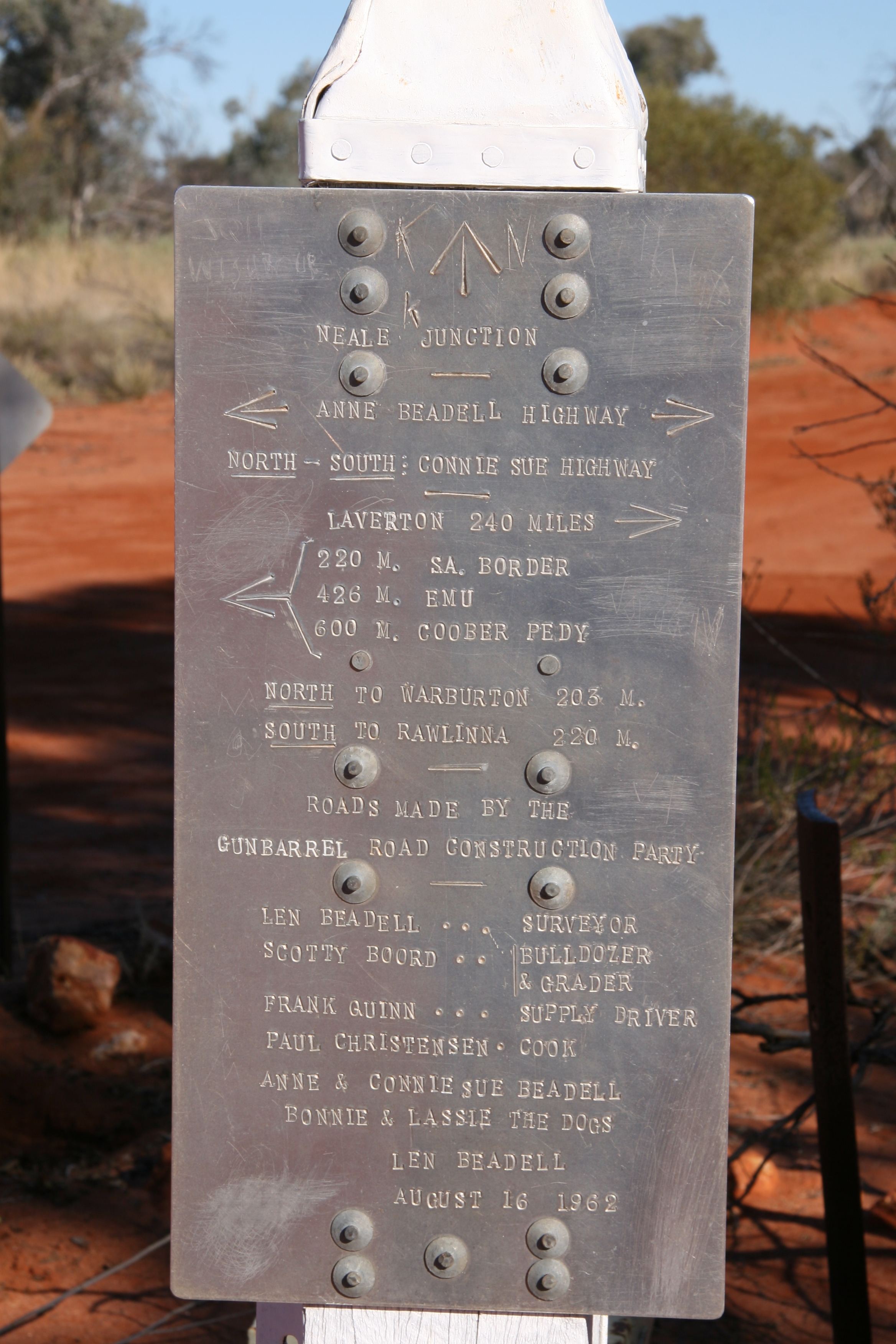
Gedenktafel von Len Beadell aus dem Jahr 1962

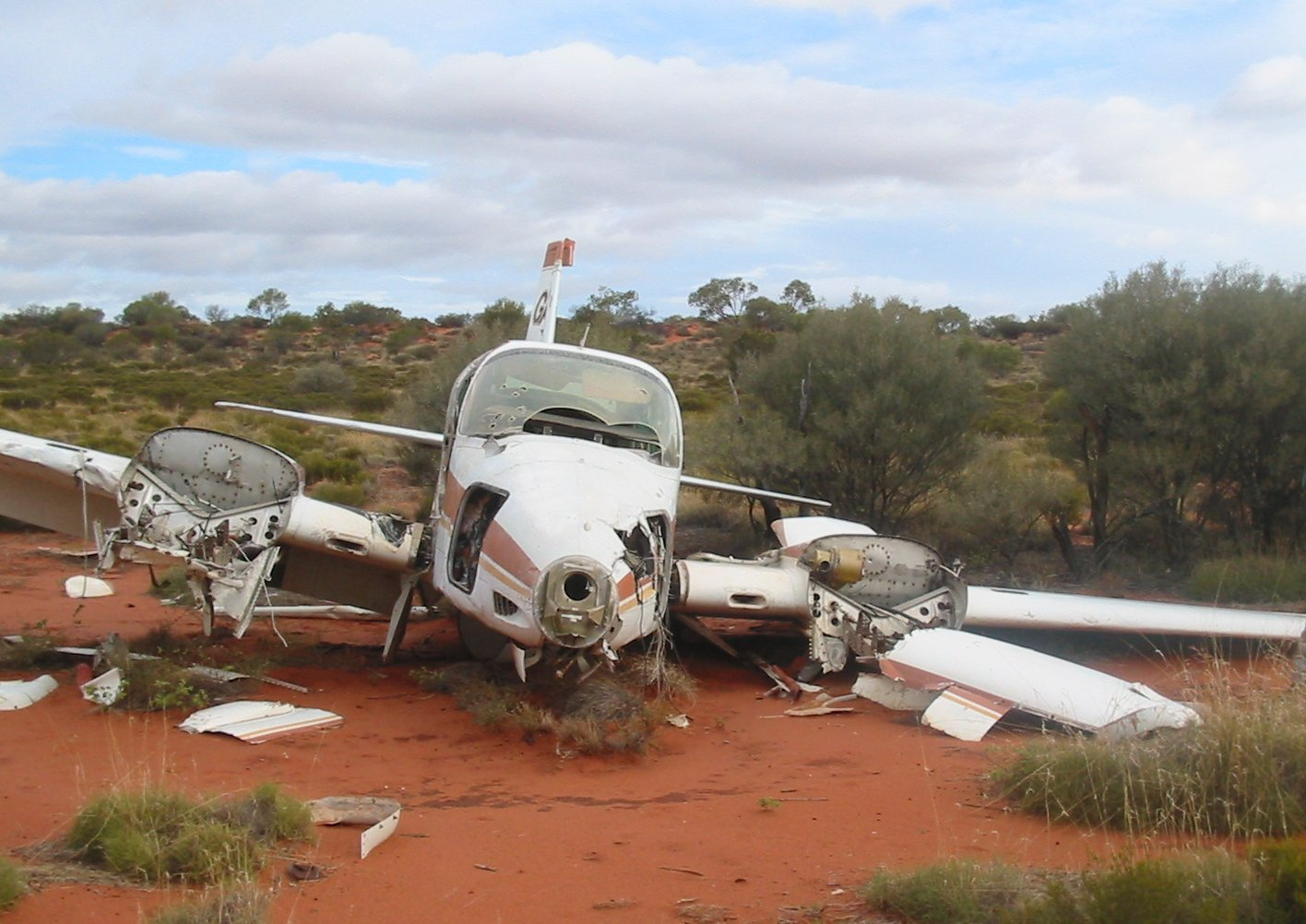
Flugzeugwrack am Anne Beadell Highway zwischen Ilkurlka und Neale Junction

172 Kilometer westlich von Ilkurlka befindet sich Neale Junction, wo sich der Anne Beadell Highway und der Connie Sue Highway kreuzen.
Die Straße führt durch Emu Field, das Gelände der Nuklearwaffentests der britischen und australischen Regierung in den 1950er Jahren, Naturschutzgebiete und Ländereien indigener Völker und kreuzt Kaninchen- und Dingozäune. Reisende benötigen verschiedene Genehmigungen (Permits), die sowohl kostenfrei als auch kostenpflichtig bei verschiedenen Einrichtungen der Nationalparkverwaltung Südaustraliens, dem Rat des Maralinga-Tjarutja-Volkes und beim Department of Indigenous Affairs in Westaustralien zu erhalten sind.
Weitere Sehenswürdigkeiten sind das Wrack eines Sportflugzeuges nahe der Strecke in Western Australia und der Mamungari Conservation Park, eines der zwölf Biosphärenreservate Australiens.